# La guerra de l'Oleg
La guerra de l'Oleg (títol original: The distant barking of dogs) és un documental del 2017 dirigit pel danès Simon Lereng Wilmont, que narra la vida de l'Oleg, un nen de deu anys que viu amb la seva àvia a la regió ucraïnesa de Donetsk durant la Guerra al Donbàs.
Fruit d'una cooproducció danesa, sueca i finlandesa, va ser guardonat amb el premi al millor debut de l'IDFA d'Amsterdam del 2017, i el premi TV3 al millor documental del DocsBarcelona del 2018, entre d'altres. La pel·lícula es va rodar al poble d'Hnutove, prop de la ciutat de Mariúpol, entre el 2015 i el 2017.

## Argument
Oleg i la seva àvia Alexandra viuen en una zona fronterera en guerra, on sovint han de conviure amb l'artilleria antiaèria i els atacs amb míssils, i on la vida es fa cada dia més difícil. Oleg es diverteix amb el seu cosí petit Yarik i en Kostia, un veí. A través de la seva perspectiva, el documental explica les implicacions de créixer en una zona de guerra i la lluita d'un nen per entendre el món entre els perills i desafiaments d'un conflicte bèl·lic.

## Repartiment
- Oleg Afanasyev
- Alexandra Ryabichkina

## Premis rebuts
- Premi TV3 Drets Humans (DocsBarcelona)
- Premi Especial del Jurat (Festival de Salem)
- Millor Pel·lícula Internacional (Festival Documental Tel-Aviv, Docaviv)
- Millor Òpera Prima (IDFA)
- Millor Documental (Premis Bodil)
- Millor Pel·lícula Internacional (Thessaloniki Film Festival)
- Premi FIPRESCI
- Premi dels Drets Humans (Festival de Goteborg)
- Millor documental nórdic
- Premi Spotlight (Cinema Eye Honors)